# Lecanvey
Lecanvey is een plaats in het Ierse graafschap County Mayo.